# Suchý vrch (Nitrické vrchy)
Suchý vrch (1028 m n. m.) je nejvyšší hora Nitrických vrchů, geomorfologického podcelku Strážovských vrchů. Nachází se v jejich severní části, na hranici okresů Prievidza a Bánovce nad Bebravou, nad obcí Liešťany.

## Přístup
- Po  značce:
  - Z Kšinianské poľany v hlavním hřebeni
  - Ze sedla pod Capárkou
- Po  značce z obce Liešťany
- Po  značce přes Kšinianskou poľanu:
  - Z obce Rudnianska Lehota
  - Z obce Kšinná